# Жоанна
Жоанна́ (фр. и окс. Joannas) — коммуна во Франции, находится в регионе Рона — Альпы. Департамент коммуны — Ардеш. Входит в состав кантона Ларжантьер. Округ коммуны — Ларжантьер.
Код INSEE коммуны — 07109.

## Население
Население коммуны на 2008 год составляло 340 человек.
| 1962 | 1968 | 1975 | 1982 | 1990 | 1999 | 2008 |
| ---- | ---- | ---- | ---- | ---- | ---- | ---- |
| 203  | 249  | 191  | 214  | 224  | 304  | 340  |

## Экономика
В 2007 году среди 207 человек в трудоспособном возрасте (15—64 лет) 131 были экономически активными, 76 — неактивными (показатель активности — 63,3 %, в 1999 году было 56,5 %). Из 131 активных работали 108 человек (54 мужчины и 54 женщины), безработных было 23 (17 мужчин и 6 женщин). Среди 76 неактивных 21 человек были учениками или студентами, 25 — пенсионерами, 30 были неактивными по другим причинам.

## Достопримечательности
- Романская церковь Благовещения Пресвятой Богородицы XIII века, восстановлена и расширена в XV—XVI веках
- Замок Жоанна (XI—XII века)
- Замок Пюньер
- Феодальный замок Ложер XII века, перестроен в XVIII веке на фундаменте XIV века

## Фотогалерея

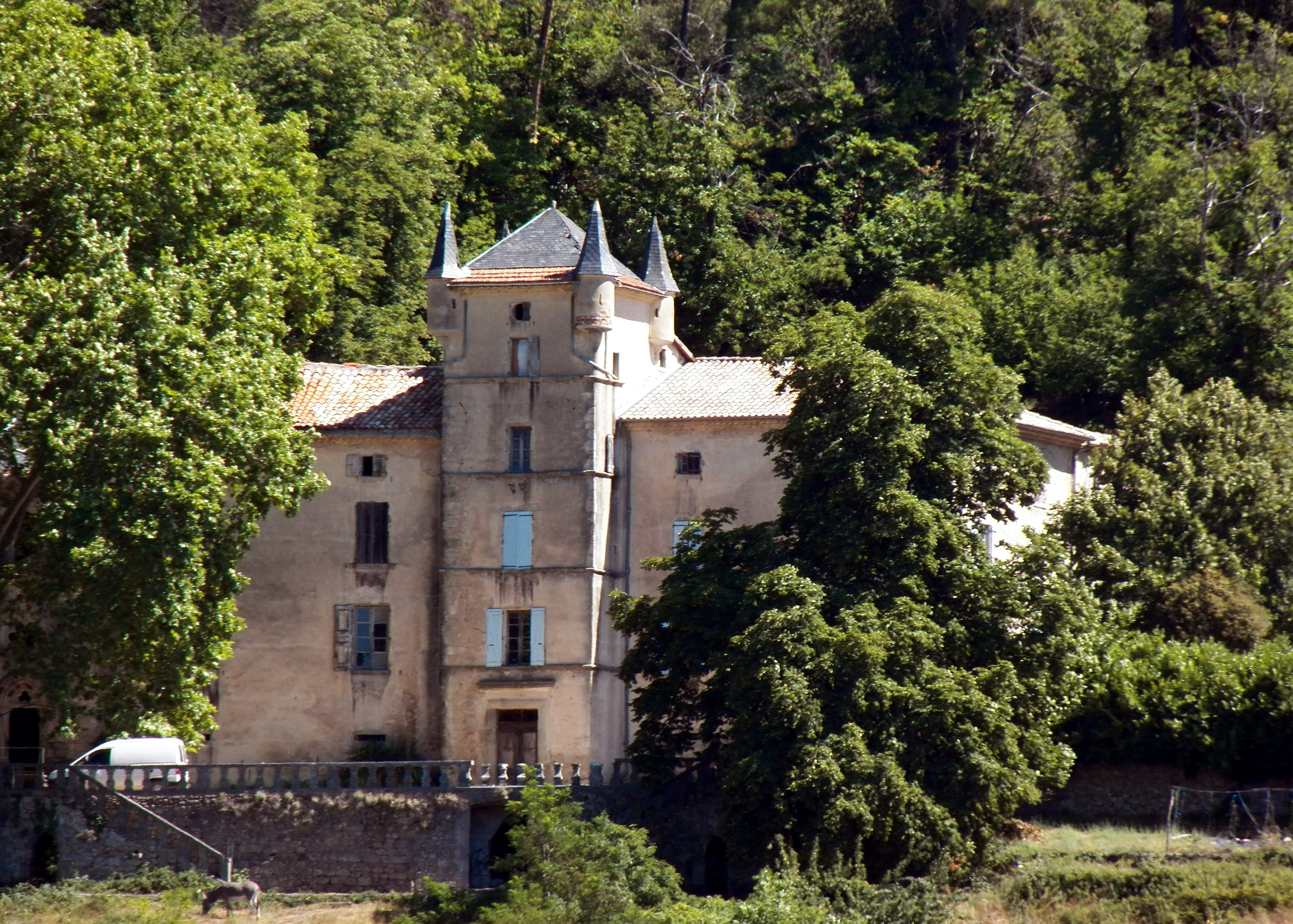
Замок Ложер
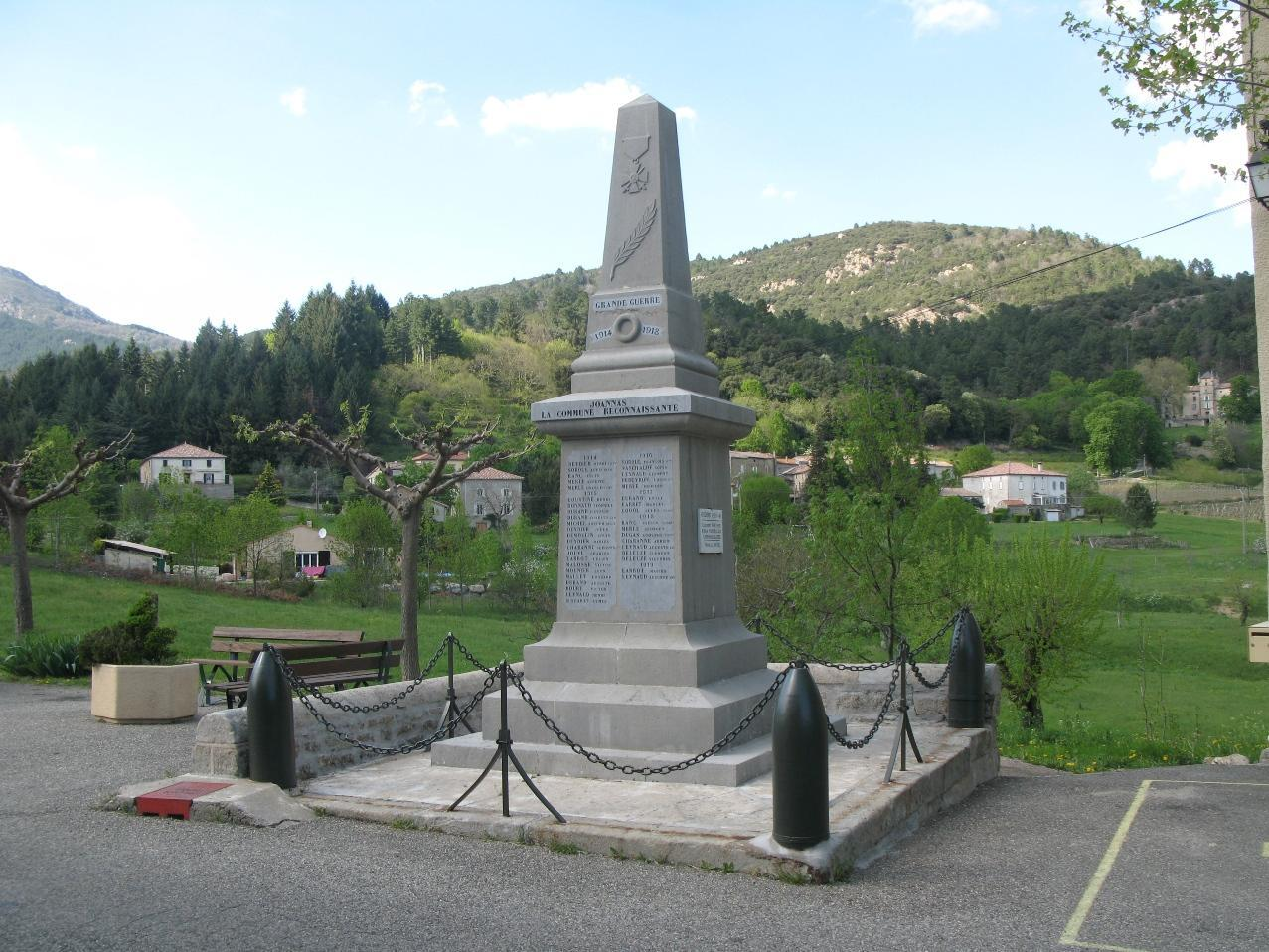
Памятник погибшим в Первой мировой войне
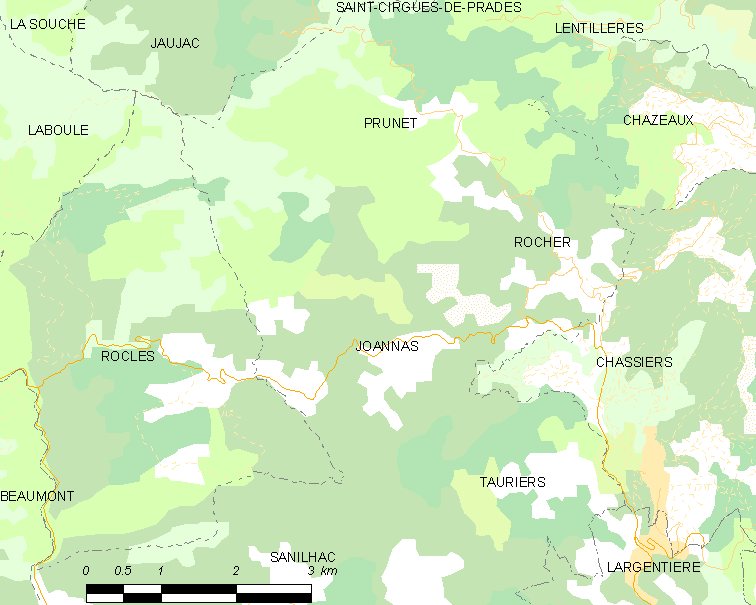
Карта коммуны